# 東岩槻
東岩槻（ひがしいわつき）は、埼玉県さいたま市岩槻区の町丁。現行行政地名は東岩槻一丁目から東岩槻六丁目。住居表示未実施地区。郵便番号は339-0005。

## 地理
さいたま市岩槻区北東部に位置する。東武野田線（東武アーバンパークライン）の東岩槻駅が設置されている。

### 地価
住宅地の地価は、2017年（平成29年）1月1日の公示地価によれば、東岩槻三丁目3番5の地点で9万6900円/m2となっている。

## 歴史
- 1971年（昭和46年）3月31日：岩槻・春日部土地区画整理事業の換地処分が前日に行われた[6]ことに伴い、町名地番変更が行われ、大字南平野・大字表慈恩寺・大字慈恩寺・大字上野・春日部市大字花積の各一部から東岩槻一丁目 - 六丁目が成立[7][8]。
- 2005年（平成17年）4月1日：岩槻市がさいたま市に編入合併され、同市岩槻区の町丁となる。
- 2008年（平成20年）2月9日：町名地番変更が行われ、大字南平野の一部が東岩槻六丁目に編入される[9][10]。

## 世帯数と人口
2017年（平成29年）10月1日時点の世帯数と人口は、以下のとおりである。
| 丁目         | 世帯数    | 人口    |
| ------------ | --------- | ------- |
| 東岩槻一丁目 | 318世帯   | 593人   |
| 東岩槻二丁目 | 167世帯   | 294人   |
| 東岩槻三丁目 | 273世帯   | 532人   |
| 東岩槻四丁目 | 677世帯   | 1,116人 |
| 東岩槻五丁目 | 392世帯   | 771人   |
| 東岩槻六丁目 | 318世帯   | 617人   |
| 計           | 2,145世帯 | 3,923人 |

## 小・中学校の学区
市立小・中学校に通う場合、学区（校区）は以下のとおりとなる。
| 丁目         | 区域 | 小学校                 | 中学校                 |
| ------------ | ---- | ---------------------- | ---------------------- |
| 東岩槻一丁目 | 全域 | さいたま市立上里小学校 | さいたま市立川通中学校 |
| 東岩槻二丁目 | 全域 | さいたま市立上里小学校 | さいたま市立川通中学校 |
| 東岩槻三丁目 | 全域 | さいたま市立上里小学校 | さいたま市立川通中学校 |
| 東岩槻四丁目 | 全域 | さいたま市立上里小学校 | さいたま市立川通中学校 |
| 東岩槻五丁目 | 全域 | さいたま市立上里小学校 | さいたま市立川通中学校 |
| 東岩槻六丁目 | 全域 | さいたま市立上里小学校 | さいたま市立川通中学校 |

## 交通

### 鉄道
東岩槻一丁目の南縁を東武野田線（東武アーバンパークライン）が通り、東岩槻駅がある。最寄り駅は、全域が東岩槻駅である。

### バス
- さいたま市岩槻区コミュニティバス - 東武バスウエスト岩槻営業所が運行
  - 慈恩寺観音 - 東岩槻駅北口 - 岩槻城址公園 - 岩槻駅 - 丸山記念総合病院 - 府内一丁目

### 道路
- 埼玉県道2号さいたま春日部線 - 地内の南端を通る。

## 施設
- 東岩槻郵便局
- 岩槻東部図書館
- 岩槻中央病院
- 南平野団地
  - 埼玉りそな銀行東岩槻支店
- かなりや児童公園[8]
- うぐいす児童公園
- こばと児童公園